# 石牌大骨头

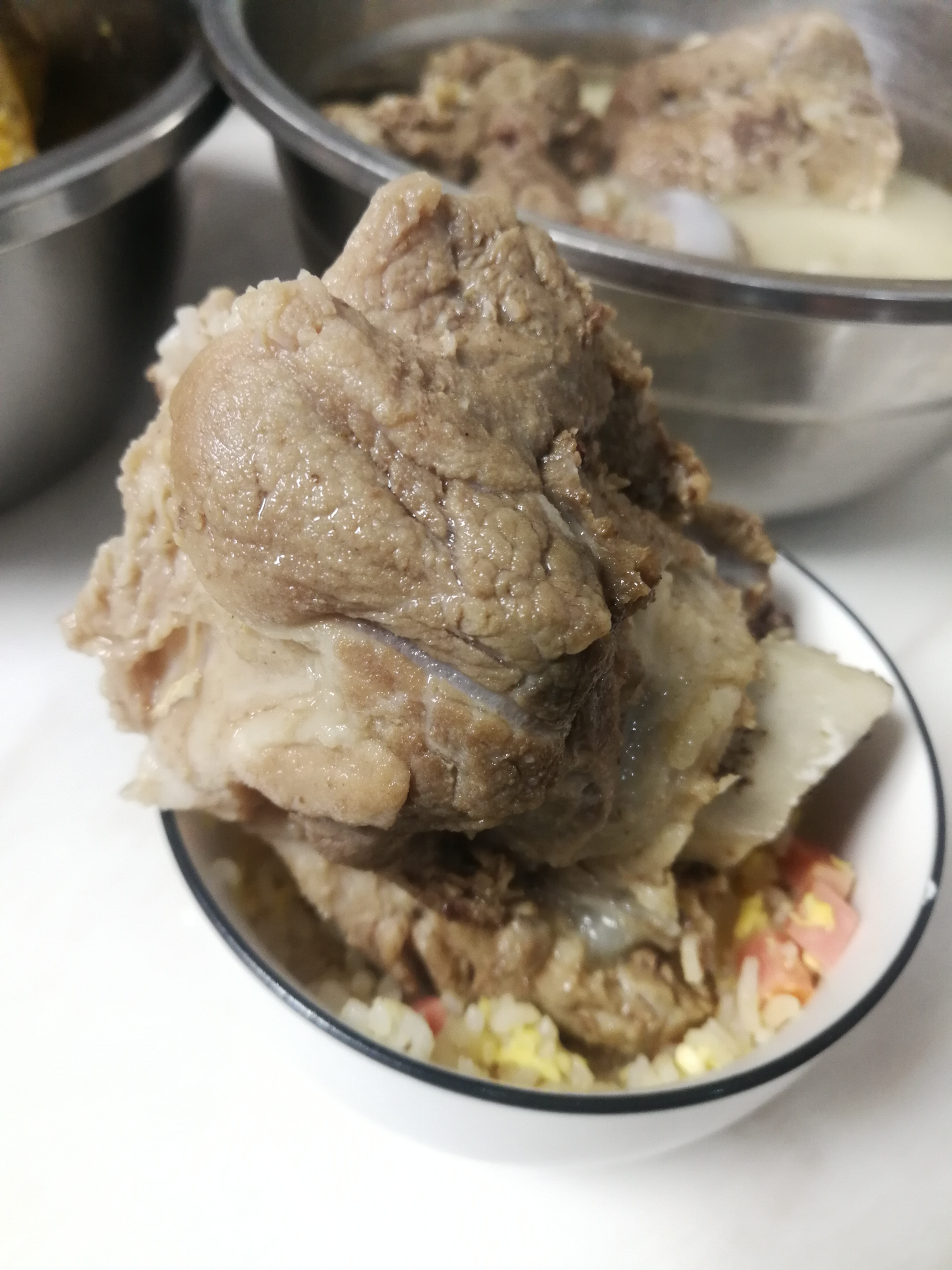
石牌大骨头

石牌大骨头是福建省大田县的本地特色菜。是由猪身上除了排骨、猪脚骨以外的大根骨头上的肉直接慢火熬成后，撒上些精盐，调入味精和葱花，外浇一点当地的糯米红酒去腥制成。